# Championnat d'Islande de football de deuxième division 1977
Navigation
Saison précédente Saison suivante
Le Championnat d'Islande de football D2 1977 est la 23e édition de la deuxième division islandaise. Les 10 clubs jouent les uns contre les autres lors de rencontres disputées en matchs aller et retour.
Les 2 premiers du classement en fin de saison sont promus en 1. Deild, tandis que les 2 derniers sont relégués en 3. Deild.

## Compétition

### Classement
Le barème de points servant à établir le classement se décompose ainsi :
- Victoire : 2 points
- Match nul : 1 point
- Défaite : 0 point

| Rang | Équipe               | Pts | J  | G  | N | P  | Bp | Bc | Diff |
| ---- | -------------------- | --- | -- | -- | - | -- | -- | -- | ---- |
| 1    | þrottur ReykjavikR   | 29  | 18 | 13 | 3 | 2  | 44 | 16 | +28  |
| 2    | KA Akureyri          | 27  | 18 | 13 | 1 | 4  | 54 | 26 | +28  |
| 3    | Haukar Hafnarfjörður | 26  | 18 | 9  | 8 | 1  | 33 | 15 | +18  |
| 4    | Armann Reykjavik     | 23  | 18 | 10 | 3 | 5  | 30 | 20 | +10  |
| 5    | IB Isafjörður        | 18  | 18 | 5  | 8 | 5  | 20 | 23 | -3   |
| 6    | þrottur NorðfjörðurP | 15  | 18 | 5  | 5 | 8  | 23 | 30 | -7   |
| 7    | Völsungur Húsavík    | 15  | 18 | 5  | 5 | 8  | 27 | 34 | -7   |
| 8    | Reynir SandgerðiP    | 15  | 18 | 5  | 5 | 8  | 24 | 31 | -7   |
| 9    | UMF Selfoss          | 7   | 18 | 2  | 3 | 13 | 14 | 43 | -29  |
| 10   | Reynir Árskógsströnd | 5   | 18 | 1  | 3 | 14 | 17 | 48 | -31  |

|  | Promu en 1. Deild      |
|  | Relégation en 3. Deild |

## Bilan de la saison
| Promotion et relégation |                                  |
| Relégué en 3. Deild     | UMF Selfoss Reynir Árskógsströnd |
| Promu en 1. Deild       | þrottur Reykjavik KA Akureyri    |

## Meilleurs buteurs
| # | Buteurs                | Clubs                | Nb de Buts |
| - | ---------------------- | -------------------- | ---------- |
| 1 | Pal Olafsson           | þrottur Reykjavik    | 20         |
| 2 | Gunnar Blondall        | KA Akureyri          | 16         |
| 3 | Armann Sverrisson      | KA Akureyri          | 14         |
| 4 | Olafur Johannesson     | Haukar Hafnarfjörður | 13         |
| 5 | Bjarni HafÞor Helgason | Völsungur Húsavík    | 12         |